# مقاطعة روستوف

العلم

روستوف أوبلاست هي إحدى الكيانات الفدرالية في روسيا. وتحوي المدن والقرى التالية:
- أكساي
- أزوف
- باتايسك
- بيلايا كاليتفا
- دونيتسك
- غوكوفو
- كامينسك-شاختينسكي
- كونستانتينوفسك
- كراسني سولاين
- ميليروفو
- موروزوفسك
- نوفوتشركاسك
- نوفوشاختينسك
- بروليتارسك
- روستوف-نا-دونو
- سالسك
- سميكاراكورسك
- شاختاي
- تاغانروغ
- تسيمليانسك
- فولغودونسك
- زيرنوغراد
- زفيريفو